# Klinika Psychiatrii Uniwersytetu Zuryskiego

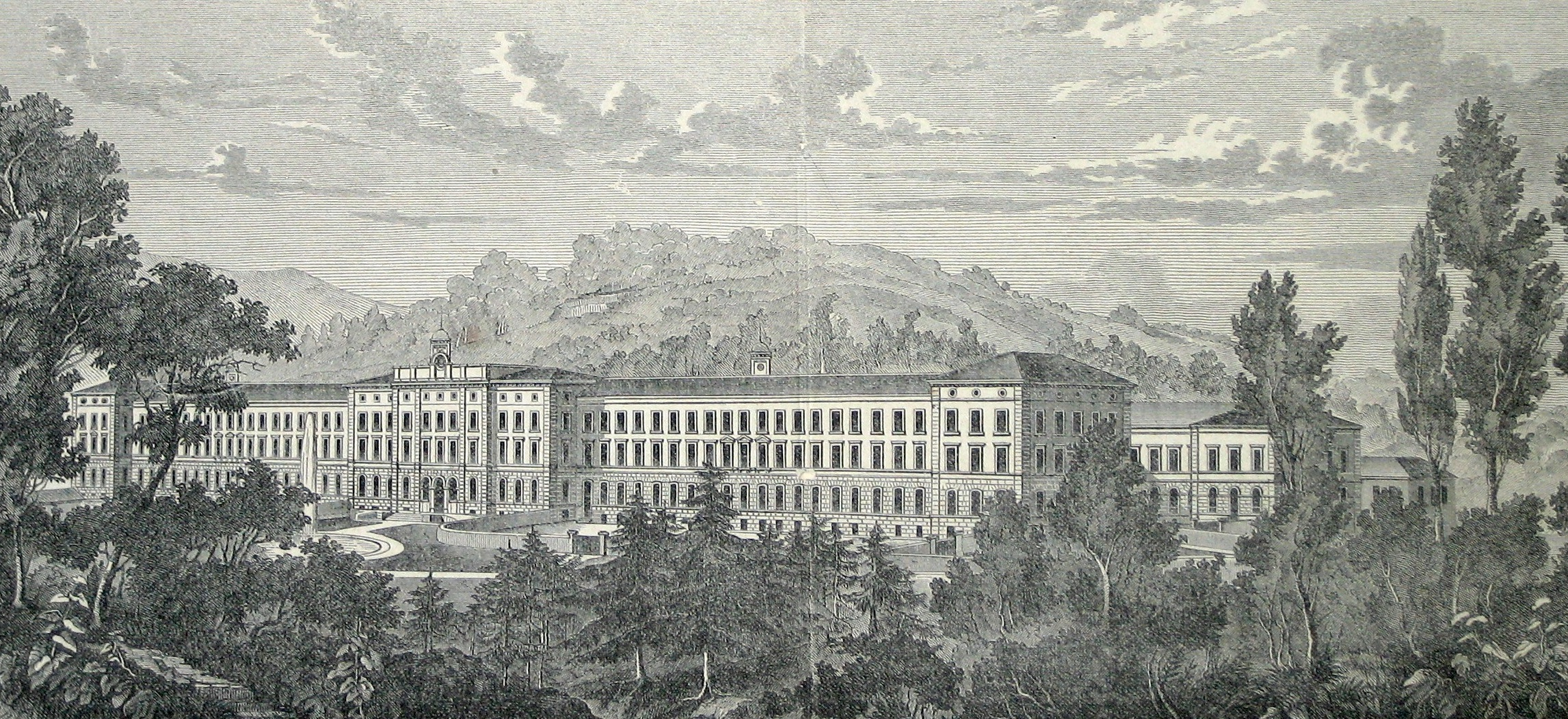
Klinika Burghölzli w 1890 roku

Klinika Psychiatrii Uniwersytetu Zuryskiego, klinika Burghölzli (niem. Psychiatrische Universitätsklinik Zürich) – kliniczny szpital psychiatryczny założony w 1870 roku z inicjatywy Wilhelma Griesingera, należący do Uniwersytetu Zuryskiego.
Od 1870 roku dyrektorami szpitala byli Bernhard von Gudden, Gustav Huguenin i Eduard Hitzig. Czwartym dyrektorem był Auguste Forel, za którego kadencji szpital zyskał międzynarodową sławę. Od 1898 do 1927 roku dyrektorem był Eugen Bleuler, a jego asystentem Carl Gustav Jung. Kolejnymi dyrektorami byli Hans Wolfgang Maier i syn Eugena, Manfred Bleuler.

## Polscy psychiatrzy w klinice Burghölzli
W szpitalu uniwersyteckim Burghölzli staże z zakresu psychiatrii odbywali polscy lekarze, między innymi Witold Łuniewski i Felicja Łuniewska ze szpitala psychiatrycznego w Tworkach, Stefan Borowiecki z Poznania oraz Tadeusz Bilikiewicz z Krakowa. W 1876 roku Anna Tomaszewicz-Dobrska  – pierwsza w Polsce kobieta z dyplomem lekarskim, która praktykowała na ziemiach polskich jako lekarz  –  dostała asystenturę u Eduarda Hitziga.